# Federazione pallavolistica dell'Irlanda del Nord
La Federazione nordirlandese di pallavolo (eng. Northern Ireland Volleyball Association, NIVB) è un'organizzazione fondata nel 1970 per governare la pratica della pallavolo in Irlanda del Nord.
Organizza il campionato maschile e femminile, e pone sotto la propria egida la nazionale maschile e femminile.
Ha aderito alla FIVB nel 1982.